# Janício
Janício de Jesus Gomes Martins, plus communément appelé Janício, est un footballeur international cap-verdien né le 30 novembre 1979 à Tarrafal.

## Biographie
Il signe en 2009 pour le club chypriote d'Anorthosis Famagouste, club dans lequel il retrouve un autre joueur cap-verdien, Cafú. Le club est ambitieux et recrute des joueurs d'expérience comme Bruno Cheyrou ou Miguel Pedro. Il joue 15 matchs de championnat, 4 de Ligue Europa et est vice-champion de Chypre derrière l'Omonia Nicosie.

## Carrière
- 1997-01 : Boavista Tarrafal  Cap-Vert
- 2001-02 : Estrela da Amadora  Portugal
- 2002-05 : SCU Torreense  Portugal
- 2005-09 : Vitória Setubal  Portugal
- 2009-10 : Anorthosis Famagouste FC  Chypre

## Palmarès
- Carlsberg Cup :
  - Vainqueur en 2008 (Vitória Setubal).
- Championnat de Chypre :
  - Vice-champion en 2010 (Anorthosis Famagouste).
- Coupe du Portugal :
  - Finaliste en 2006 (Vitória Setubal)[1].
- Supercoupe du Portugal :
  - Finaliste en 2005[2] et 2006[3] (Vitória Setubal).
- II Division B :
  - Vice-champion en 2004 (SCU Torreense).